# Podocarpus polystachyus
Podocarpus polystachyus là một loài thực vật hạt trần trong họ Thông tre. Loài này được R.Br. ex Endl. miêu tả khoa học đầu tiên năm 1847.